# セルヒオ・レオン
セルヒオ・レオン・リモネス（Sergio León Limones、1989年1月6日 - ）は、スペイン・アンダルシア州パルマ・デル・リオ出身のサッカー選手。SDエイバル所属。ポジションはFW。

## クラブ経歴
15歳でレアル・ベティスのカンテラに入団。2010年3月27日のジローナFC戦でトップチームデビューを果たした。
しかしその後は出番が無く、2011年冬の移籍ウインドーでテルセーラ・ディビシオン所属のCFレウス・デポルティウに移籍。
2013年夏、エルチェCFに移籍。移籍後、大半の期間はリザーブチームやレンタル先のチームでのプレーに費やされた。2015年夏にレンタルから復帰すると、チームの得点源としてゴールを量産。最終的に22ゴールを挙げセグンダ・ディビシオンの得点王に輝いた。
2016年8月24日、CAオサスナに移籍。
2017年6月1日、古巣レアル・ベティスに移籍。6年半ぶりの復帰を果たした。
2019年6月12日、レバンテUDに移籍することが発表された。
2021年8月31日、レアル・バリャドリードに1年契約で移籍した。
2024年1月25日、フリーでSDエイバルへ加入した。

## タイトル

### 個人
- セグンダ・ディビシオン得点王: 2015–16